# ميك هاريس
ميك هاريس (بالإنجليزية: Mick Harris)‏ هو طبال ومنتج أسطوانات بريطاني، ولد في 12 أكتوبر 1967 في برمنغهام في المملكة المتحدة.

## وصلات خارجية
- ميك هاريس على موقع ميوزك برينز (الإنجليزية)
- ميك هاريس على موقع أول ميوزيك (الإنجليزية)
- ميك هاريس على موقع ديسكوغز (الإنجليزية)